# هشام العسري
هشام العسري (مواليد 13 أبريل 1977) هو مخرج أفلام وكاتب سيناريو وفنان قصص مصورة مغربي. له بصمة خاصة في السينما المغربية، حيث غالبًا ما تعالج أفلامه بجرأة كبيرة مواضيع تعتبر طابوهات في المجتمع المغربي.

## حياته
ولد هشام العسري في 13 أبريل 1977 بمدينة الدار البيضاء، ونشأ وسط أسرة مكونة من خمسة إخوة وأخت. بعد حصوله على شهادة في القانون، غير اتجاهه وبدأ مهنة الكاتب المسرحي. كان تلميذًا لكاتب السيناريو إيمانويل ساردو والمخرج حسن الغزولي، ثم حصل على تدريب تحت إشراف سيلفي بيلي، مما سمح له بتعميق تدريبه على السيتكومات.

## أعماله

### إخراج
- 2001: Géométrie Du Remords
- 2005: Lunatika
- 2007: L'os de fer
- 2010: محطة الملائكة
- 2011: النهاية
- 2011: Android
- 2011: أنا نورا أولا
- 2012: كلنا جيران
- 2013: هم الكلاب
- 2014: البحر من ورائكم
- 2014: كنزة فالدوار
- 2015: جوع كلبك
- 2015: نايضة فالدوار
- 2017: ضربة في الراس
- 2018: الجاهلية
- 2018: الدرب
- 2019: همي ولاد عمي (مسلسل)
- 2022: لطفي النحيلة
- 2022: سيدي فالنتاين[5]
- 2024: مروكية حرة

### سيناريو
- 2006 : تيزاوي للمخرج هشام عيوش
- 2007 : منسوجة بالأيدي والقماش للمخرج عمر الشرايبي

### كتبه
- جهاد البيانات الضخمة

## حياته الشخصية
في ديسمبر 2023، وقع العسري، إلى جانب 50 مخرجًا سينمائيًا آخر، على رسالة مفتوحة نُشرت في صحيفة ليبراسيون تطالب بوقف إطلاق النار وإنهاء قتل المدنيين وسط الغزو الإسرائيلي لقطاع غزة عام 2023، وإنشاء ممر إنساني إلى غزة لتقديم المساعدات الإنسانية وإطلاق سراح الرهائن.

## روابط خارجية
- هشام العسري على موقع أرشيف الشارخ.
- هشام العسري على موقع IMDb (الإنجليزية)
- هشام العسري على موقع ألو سيني (الفرنسية)
- هشام العسري على موقع كينوبويسك (الروسية)